# Subway (azienda)
Subway Restaurants - conosciuto semplicemente come Subway - è una catena di ristoranti fast food in franchising che vende principalmente sandwich (chiamati "Sub", abbreviazione di submarine sandwich) e insalate. Nel 2018 è diventata la prima catena per numero di fast food al mondo superando McDonald's.
La principale caratteristica di Subway è che il cliente può creare sul momento il proprio panino scegliendo fra tutti gli ingredienti disponibili.
Nell'agosto 2023 Subway è stata ceduta alla società di private equity Roark Capital per 9,6 miliardi di dollari.

## Storia

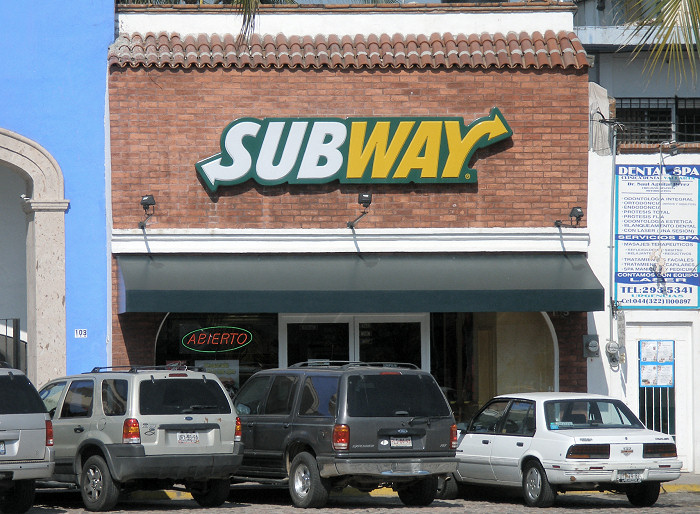
Ristorante Subway di Puerto Vallarta

Per mantenersi e pagarsi gli studi, nel 1965 Fred DeLuca apre un chiosco, dove fa principalmente panini, usufruendo di un prestito di mille dollari da parte dell'amico di famiglia Peter Buck. Nell'agosto del 1965 Peter Buck e Fred DeLuca aprono il loro primo ristorante a Bridgeport nel Connecticut. I due soci si sono posti l’obiettivo di aprire 32 ristoranti in dieci anni.
Nel 1968 aprono il primo chiosco di panini chiamato "Subway". Nel 1974, dieci anni dopo, Fred e Peter hanno un totale di sedici chioschi di panini nel Connecticut. Nel 1978 viene costruito il primo Subway nella costa occidentale degli Stati Uniti a Fresno in California. Nel dicembre del 1984 viene aperto il primo Subway fuori dall'America, nel Bahrein. Alla fine del 2010 è diventata la più grande catena di ristorazione monomarca del mondo per numero di ristoranti, superando McDonald's (che però rimane la più grande catena di fast food in termini di fatturato).
Nel 2010 Subway ha un totale di 33 479 ristoranti fast food in tutto il mondo, e ben 1 012 ristoranti in più di McDonald's.
Nel gennaio del 2015 Suzan Greco, sorella di Fred DeLuca, assume il ruolo di presidente e di amministratore delegato dell'azienda a causa di problemi di salute di Fred.
Nel 2016 Subway cade in una profonda crisi e chiude centinaia di ristoranti negli Stati Uniti, scendendo a un numero totale di 26 744 ristoranti in America settentrionale. Nonostante questa crisi, Subway rimane sempre la catena con più ristoranti nel Paese a stelle e strisce.
Nell'estate 2021 ha un totale di 37 057 ristoranti in 103 paesi del mondo.
L'11 agosto 2021 Subway ha annunciato l’impegno a ridurre le sofferenze dei polli all’interno delle sue filiere europee attraverso la sottoscrizione dello European Chicken Commitment, un documento condiviso a livello europeo che contiene gli standard minimi da rispettare negli allevamenti di polli da carne. Lo stesso documento è stato precedentemente firmato da centinaia di aziende, tra cui Nestlé, Unilever, Sodexo, Knorr, Findus e Danone.
Nell'ottobre 2022 nella città di Berlino, Subway ha testato e accettato in alcuni negozi i Bitcoin come metodi di pagamento, ottenendo oltre 120 transazioni nell'arco di tre mesi.

## Presenza

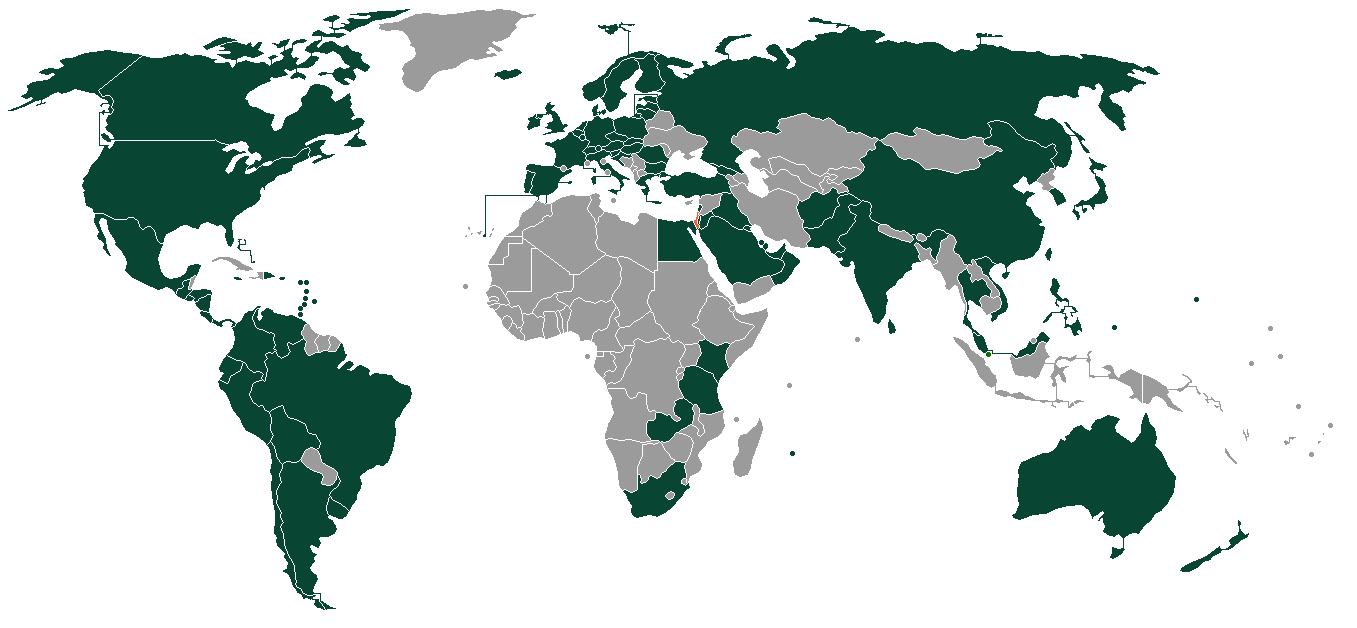
I paesi segnati in verde hanno un ristorante Subway

A giugno 2017 Subway possiede un totale di 44 834 ristoranti in 112 paesi. La maggior parte dei ristoranti, 26 400 circa, si situano negli Stati Uniti. Fuori dagli Stati Uniti i paesi con numero maggiore di ristoranti Subway sono:
- Canada (3 200 circa)
- Gran Bretagna (2 300 circa)
- Brasile (2 200 circa)
- Australia (1 400 circa)
- Messico (1 000 circa)

## Prodotti

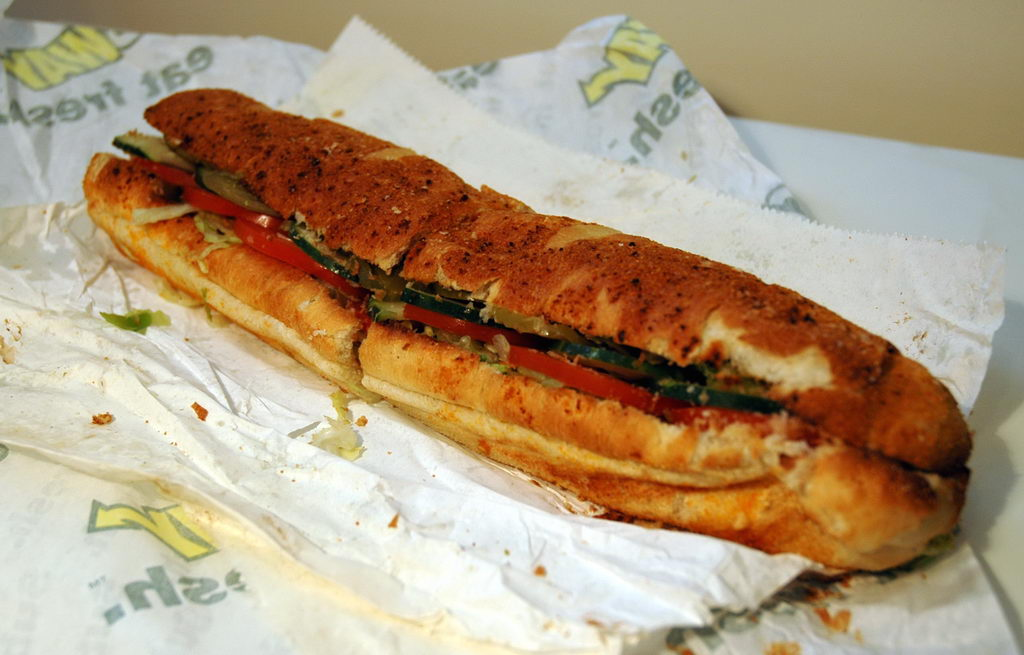
Il panino "B.M.T." di Subway

Il prodotto principale di Subway sono i panini. Subway offre ai clienti anche piadine, insalate, biscotti, ciambelle e bibite. Il panino più famoso e venduto è il "B.M.T." che sta per "Bigger, Meatier, Tastier". Il panino B.M.T. è composto da pane, due tipi di salame ("salami" e "pepperoni", che in USA denota un tipo di salame composto di maiale, manzo e paprica) e prosciutto. Oltre al vasto menù che offre Subway, il cliente è libero di creare il suo panino sul momento, scegliendo tutti gli ingredienti da inserire all’interno del panino. Il menù di Subway può anche variare in base al luogo in cui il ristorante è situato. Il Subway di Nuova Delhi aperto nel 2001 non vende manzo e maiale per rispetto delle religioni musulmana e induista.
La dimensione base di un panino di Subway è all’incirca di 25 cm di lunghezza e 8 cm di larghezza.
Subway offre ai clienti anche la possibilità di fare colazione, sempre a base di panini con il bacon, uova e formaggio.

### Panini classici

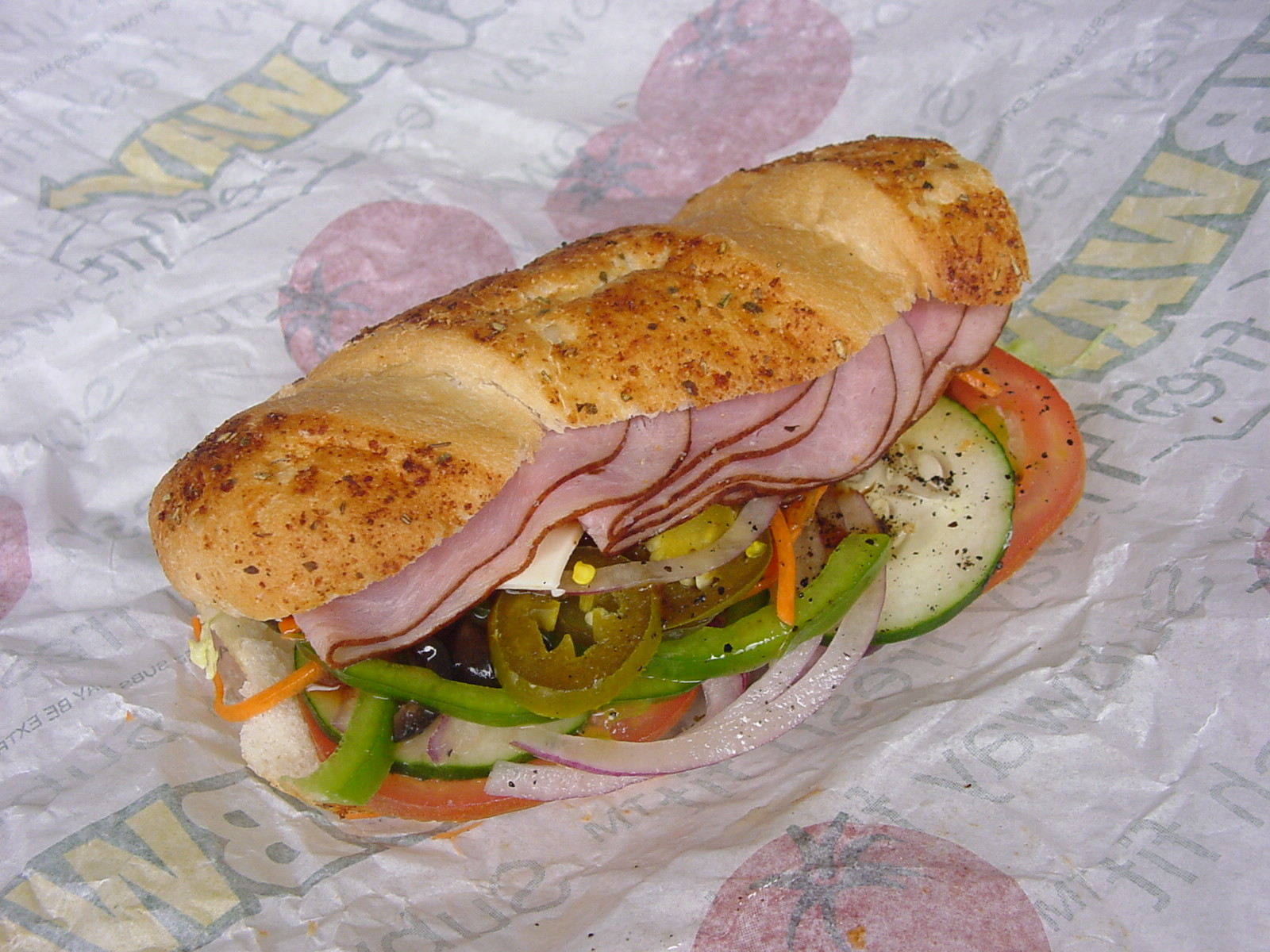
Panino al prosciutto di Subway

I panini presenti in tutti i menù di Subway del mondo sono undici:
- Panino con il pollo arrosto
- Panino "B.M.T."
- Panino al prosciutto
- Panino con bistecca e formaggio
- Panino con il roast beef
- Panino “Subway Melt”
- Panino “Subway Club”
- Panino con pollo in salsa teriyaki
- Panino con tonno
- Panino con tacchino
- Panino "Veggie Delite"

## Marketing

Il logo e lo slogan di Subway

Subway è il secondo ristorante fast food con più pubblicizzazione negli Stati Uniti. È secondo soltanto a McDonald's. Nel 2011 ha speso un totale di 516 000 000 di dollari in pubblicità. Il messaggio finale di Subway è "eat fresh" che in italiano significa "mangia fresco". Subway utilizza questo slogan per via dell'utilizzo di pane e altri ingredienti sempre freschi.
Nel 2007 Subway ha avviato una collaborazione con Peter Griffin, utilizzando l'immagine di Peter Griffin per uno spot pubblicitario di un nuovo panino.
Subway ha fatto da sponsor alle gare "NASCAR", tra cui Subway 400 (2002-2004), Subway 500 (2003-2007), Subway Fresh 500 (2005-2013) e Subway Firecracker 250 (2009-2016).
Nel 2008 Subway ha lanciato un'offerta negli Stati Uniti e in Canada che consisteva nel mettere a 5 dollari tutti i panini per un giorno. Questa offerta è diventata famosa al punto da renderla permanente, mettendo ogni giorno dei panini in promozione a 5 dollari.
Il costo di un panino da Subway varia dai 3 dollari agli 8 dollari. Il prezzo dei panini classici è uguale in tutto il mondo.

## Subway in Italia
Subway in Italia ha otto filiali ad Aviano (PN), Bolzano, Firenze, Gricignano di Aversa (CE), Lentini (SR), Napoli, Pisa, e Vicenza. Tuttavia, molte di queste sedi si trovano dentro basi NATO o statunitensi, quindi accessibili solo dal personale autorizzato dalle varie basi; le uniche tre sedi aperte al pubblico sono quelle di Pisa, Firenze e Bolzano.
Negli anni passati erano presenti delle filiali anche nelle città di Torino, Brescia, Verona, Trento, Merano, Livorno, Civitavecchia e Roma, ma ad oggi sono tutte chiuse definitivamente.